# Ózd
Ózd est une ville et une commune du comitat de Borsod-Abaúj-Zemplén en Hongrie.

## Géographie
Ózd est situé située à 130 kilomètres au nord-est de Budapest, à près de 40 kilomètres au nord-ouest de la ville de Miskolc et à quatre kilomètres au sud de la frontière entre la Hongrie et la Slovaquie.
La ville slovaque la plus proche d'Ozd est Rimavská Sobota à 25 kilomètres.

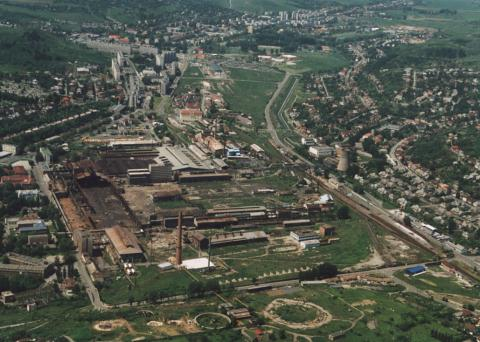
Vue aérienne.
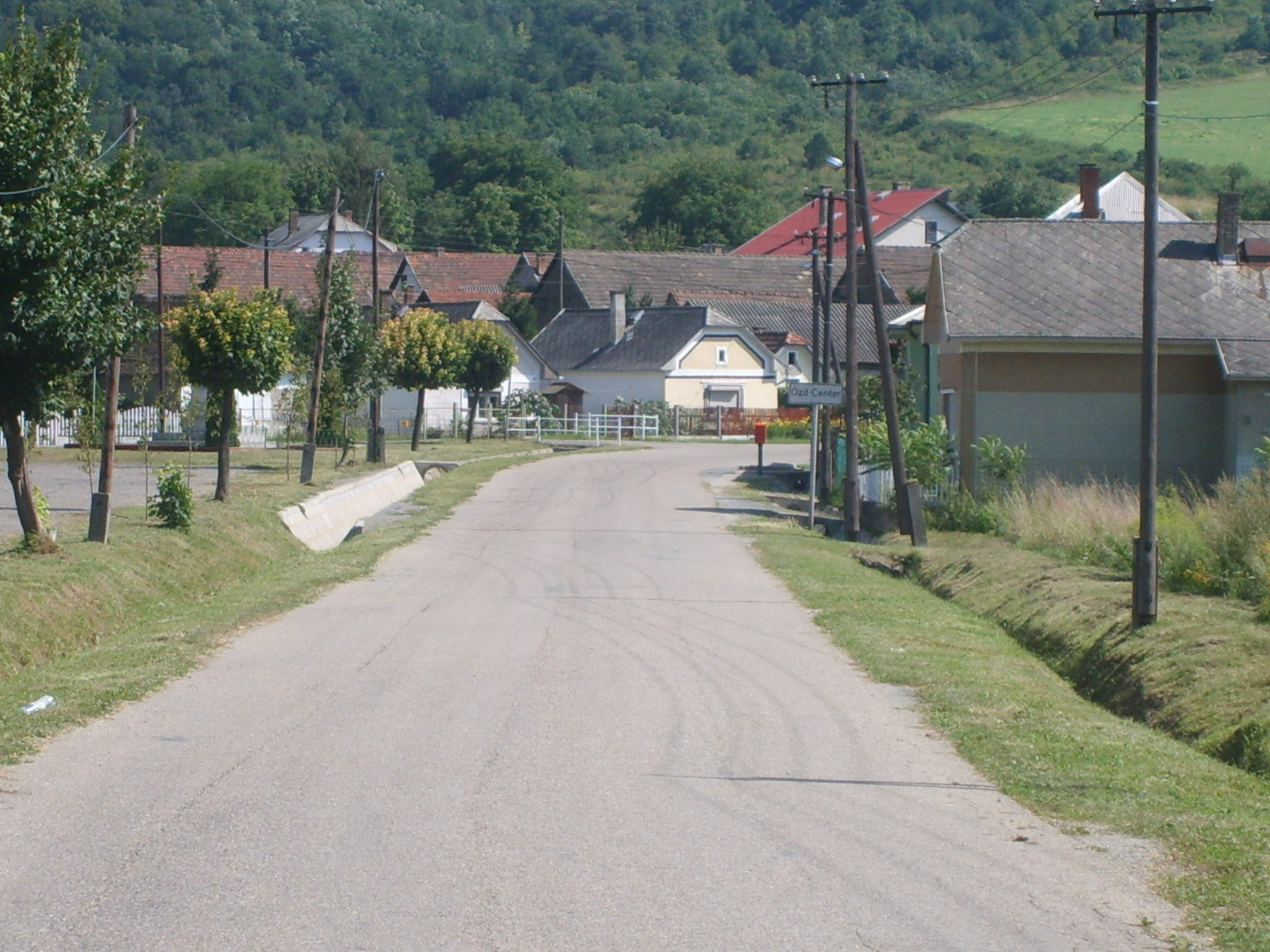
Centre-ville.

## Population
| 1900   | 1949   | 1970   | 1980   | 1990   |
| ------ | ------ | ------ | ------ | ------ |
| 11 926 | 38 550 | 43 688 | 46 372 | 41 561 |

| 2001   | 2011   | 2024   | - | - |
| ------ | ------ | ------ | - | - |
| 38 405 | 34 481 | 30 550 | - | - |

## Histoire
Communes incorporées au territoire d'Ózd:
- Bolyok (1940)
- Center (1978)
- Hodoscsépány (avec Somsály) (1978)
- Sajóvárkony (avec Bánszállás) (1940)
- Susa (1978)
- Szentsimon (1978)
- Uraj (1978)

Commune détachée d'Ózd:
- Farkaslyuk (1999)

## Personnages célèbres
- Sándor Falvai, pianiste classique, y est né.
- Gertrúd Stefanek (1959-), escrimeuse

## Villes jumelées
| Ville | Ville           | Pays | Pays      | Période     |
| ----- | --------------- | ---- | --------- | ----------- |
|       | Chorzów         |      | Pologne   | depuis 1998 |
|       | Rimavská Sobota |      | Slovaquie |             |
|       | Sânsimion (d)   |      | Roumanie  |             |
|       | Sânsimion       |      | Roumanie  |             |
|       | Ózdfalu         |      | Hongrie   |             |